# Madonna mit der Traube (H. Degler)

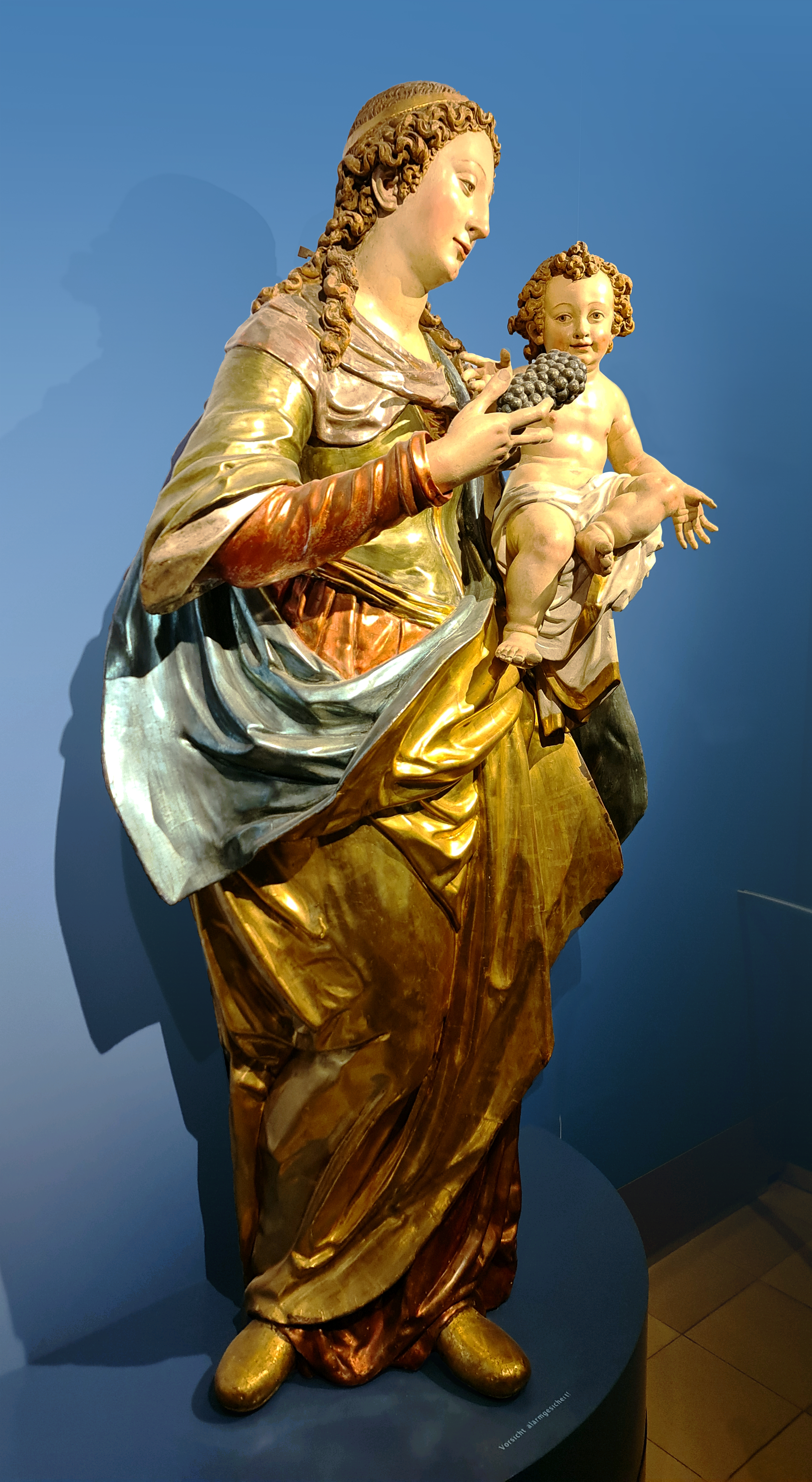
Die Madonna mit der Traube in der Bürgersaalkirche München

Die frühbarocke Skulptur Madonna mit der Traube ist eines der bedeutendsten erhaltenen Werke des Weilheimer Bildhauers Hans Degler. Sie befindet sich im Museumsbereich der Unterkirche des Bürgersaals München an der Neuhauser Straße. Geschaffen wurde sie wohl in der ersten Hälfte der 1620er Jahre (vor 1625); es gibt unterschiedliche Datierungen: in Denkmäler in Bayern – Stadt Ingolstadt steht um 1625, auf der Webseite des Bürgersaals 1615 und in einer anderen Quelle 1620–1625. Im Jahre 2008 stand die Holzskulptur noch an ihrem Ursprungsort im Flur des ersten Stocks des Franziskanerklosters Ingolstadt. 

## Beschreibung

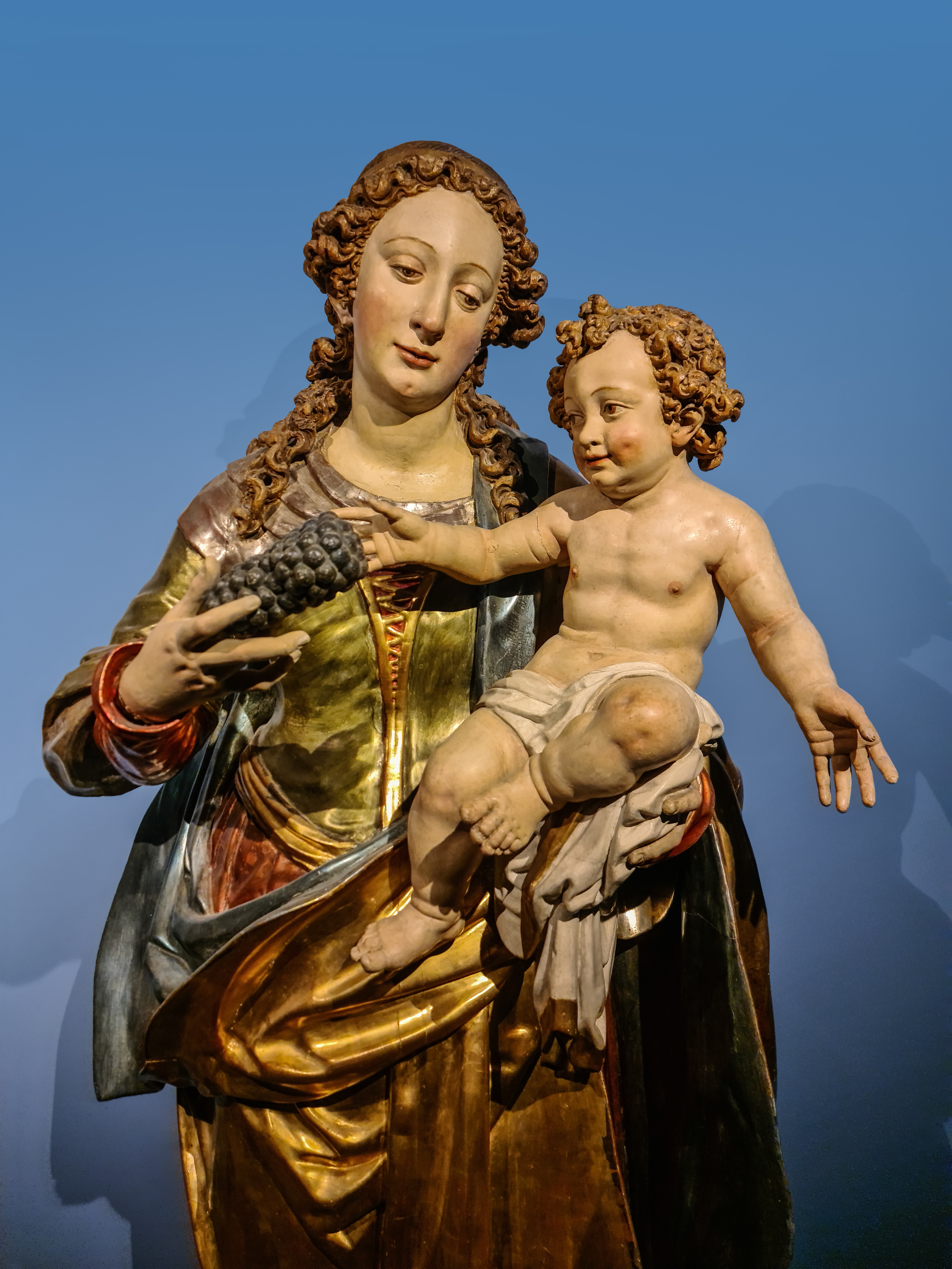
Detail

Die aus Holz geschnitzte, farbig gefasste Standfigur hat mit einer Höhe von etwa 170–175 cm Lebensgröße. Der Jesusknabe sitzt auf dem linken Arm der Mutter und greift mit der rechten Hand nach einer blauen Weintraube, die sie ihm reicht. Die Weinbeeren, aus denen der Saft quillt, gelten als Symbol des Blutes Christi am Kreuz und in der Eucharistie. Beim Bildtyp der Traubenmadonna hat die scheinbar idyllische Handlung zwischen Mutter und Kind diesen ernsten Hintergrund.